# Francesco Rampi
Francesco Rampi, född 20 januari 1990 i Foligno i Perugia, är en italiensk fotbollsspelare som spelar för Monza.

## Karriär
Francesco Rampi inledde seniorkarriären med lokalklubben Torgiano i Serie D. Han spelade en säsong i Castel Rigone, innan han värvades av Perugia, som efter ekonomisk problem tvingats starta om i Serie D. Under tiden i Perugia skolades Rampi om från en central mittfältare till kantspelare.
Efter att ha imponerat på Livornos tränare Walter Novellino, boende i Perugia, lånade Livorno den unge mittfältaren sommaren 2011 i en deal där Marco Moscati lånades ut till Perugia. Rampi debuterade för sin nya klubb när han byttes in i Coppa Italia-matchen mot Siracusa 21 augusti. Debuten i Serie B kom 10 september mot Varese. Efter säsongen valde Livorno att inte utnyttja sin köpklausul och Rampi återvände till Perugia.
Sommaren efter sålde Perugia Rampi till Foligno och han kom därmed att representera hemstaden.

## Privatliv
Vid sidan av fotbollen studerar Rampi ekonomi vid universitet i Perugia.